# Cantone di Talence
Il Cantone di Talence è una divisione amministrativa dell'Arrondissement di Bordeaux.
A seguito della riforma approvata con decreto del 20 febbraio 2014, che ha avuto attuazione dopo le elezioni dipartimentali del 2015, è stato ridefinito.

## Composizione
Fino al 2014 comprendeva il solo comune di Talence.
Dal 2015 comprende il comune di Talence e parte del territorio comunale di Bègles.